# The Go-Betweens
The Go-Betweens foi uma banda de indie rock formada em Sydney, Austrália em 1977 pelos cantores, compositores e guitarristas, Robert Forster e Grant McLennan.
Posteriormente uniram-se a banda, Lindy Morrison na bateria, Robert Vickers no baixo e Amanda Brown no violino, oboé, violão e backing vocal, antes de separar-se no final de 1989. Forster e McLennan reformaram a banda em 2000 com uma nova formação. McLennan morreria em 6 de maio de 2006 de um ataque cardíaco e a banda se desfez novamente.
Sua música teve uma grande influência sobre os grupos de indie pop que surgiram a partir da década de 1980.
O nome da banda é uma referência ao clássico romance de L.P. Hartley, intitulado The Go-Between.
Em 1988, "Streets of Your Town", o primeiro single do álbum 16 Lovers Lane, se tornou o maior sucesso da banda nas paradas australianas e britânicas. O próximo single, "Was There Anything Could I Do?", Seria o número 16 na Billboard Modern Rock Tracks. Em maio de 2001, "Cattle and Cane", do álbum de 1983, Before Hollywood, foi escolhida pela Australasian Performing Right Association (APRA) como uma das 30 melhores músicas australianas de todos os tempos.

## Discografia

### Álbuns de estúdio
- Send Me A Lullaby (1982)
- Before Hollywood (1983)
- Spring Hill Fair (1984)
- Liberty Belle and the Black Diamond Express (1986)
- Tallulah (1987)
- 16 Lovers Lane (1988)
- The Friends of Rachel Worth (2000)
- Bright Yellow Bright Orange (2003)
- Oceans Apart (2005)

### Compilações
- Metal and Shells (1985)
- The Able Label Singles (1986)
- 1978-1990 (1990)
- Bellavista Terrace: Best of the Go-Betweens (1999)
- 78 'til 79 the Lost Album (1999)
- Quiet Heart: The Best Of The Go-Betweens (2012 2CD)
- G Stands for Go-Betweens — Volume 1 (2015)
- G Stands for Go-Betweens — Volume 2 (2019)

### Álbuns ao vivo
- Live In London (2005)
- That Striped Sunlight Sound live CD/DVD (2006)

### Singles
- Hammer the Hammer (1982)
- Cattle and Cane (1983)
- Man O'Sand to Girl O'Sea (1983)
- Bachelor Kisses (1984)
- Part Company (1984)
- Spring Rain (1986)
- Head Full of Steam (1986)
- Right there (1987)
- Cut It Out (1987)
- I Just Caught Out (1987)
- Bye Bye Pride (1987)
- Streets of Your Town (1987)
- Was There Anything I Could Do? (1988)
- Love Goes On (1988)
- Going Blind (2000)
- Suffing Magazines (2001)
- Caroline and I (2003)
- Here Comes a City (2005)
- Finding You (2005)
- Worlds Appart (2005)

### Singles não incluídos nos discos
- "Lee Remick/Karen" (Able Label, 1978)
- "People Say/Don't Let Him Come Back" (Able Label, 1979)
- "I Need Two Heads/Stop Before You Say It" (Missing Link Records|Missing Link/Postcard Records, 1980)